# Цусімська битва

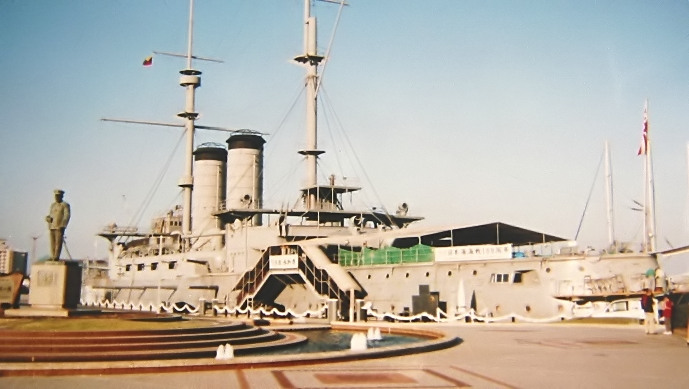
Японський лінійний броненосець Мікаса, січень 2004

Цусі́мська би́тва (яп. 日本海海戦 — ніхонкай кассен, «битва у Японському морі»; рос. Цусимское сражение) — останній і визначальний бій на морі в російсько-японській війні 1904–1905 між флотами російської і японської імперій біля острова Цусіма. Тривав із 27 травня по 28 травня 1905 року в Цусімській протоці. У цьому бою японський адмірал Тоґо Хейхатіро розгромив дві третини 2-ї Тихоокеанської ескадри російського флоту під командуванням Зіновія Рожественського.

## Опис
Цусімська битва була наймасштабнішою морською операцією, яка сталася після битви при Трафальгарі, та найбільшим боєм до появи дредноутів 20 століття. Вона підтвердила більшу ефективність важких гармат і важливість далекобійного гарматного вогню.
Поразка у цьому бою пришвидшила революційні процеси в Російській імперії та крах її монархічного устрою. З другого боку, перемога японців додала їм віри у власні сили (це була перша перемога над однією з європейських супер-держав, які ще 40 років тому загрожували перетворити Японію на колонію) і відкрила їм шлях до розбудови Японської імперії. У цьому бою був полонений В'ячеслав Ключковський, штурманський офіцер 1 розряду крейсера «Адмірал Нахімов» — майбутній командувач морськими силами Чорного моря в уряді гетьмана Скоропадського, контр-адмірал.
Під час битви затоплена майже вся російська ескадра та її флагман броненосець «Князь Суворов».

## Результати
За даними радянського та російського історика Корнелія Шацилла, загальна вартість втрачених Росією кораблів склала колосальну на той час суму – 230 млн рублів золотом. Убитими та полоненими ескадра Рожественського втратила 76,49% свого особового складу. Ще 2110 моряків опинилися на інтернованих кораблях, тож вибули до кінця війни. Отже, ескадра втратила 89,5% свого особового складу. Такого жахливого розгрому своїх морських кадрів Московія та Росія ще не знали, вона втратила кадровий кістяк свого флоту. В Росії цю битву називали остаточною катастрофою всієї Російської імперії.

Розгром російської ескадри став несподіванкою для японців. Адмірал Тоґо приписав такий успіх духам-покровителям предків імператора. У своєму звіті він писав:
У цій битві не було великої різниці в силах, і я вважаю, що офіцери і солдати противника боролися з максимальною енергією і безстрашністю за свою країну. Те, що все-таки наші об'єднані сили здобули перемогу і досягли вражаючого успіху, описаного вище, то це було завдяки чеснотам Його Величності Імператора, а не завдяки будь-якій людській доблесті. Не можна не вірити, що невелика кількість наших втрат сталася через захист духів імператорських предків. Навіть наші офіцери та солдати, які воювали так хоробро й так завзято, бачачи ці результати, не знайшли слів, щоб висловити своє здивування.
Здалися японцям два ескадрені броненосці — «Орел» (введений потім до складу японського флоту під ім'ям Iwami) та «Імператор Микола I» (отримав у японському флоті ім'я Iki), два броненосці берегової оборони — «Адмірал Сенявін» (у японців Minoshima) і «Генерал-Адмірал Апраксін» (у японському флоті — Okionoshima), есмінець «Бідовий» (названий японцями Satsuki). Також захоплені японцями госпітальне судно «Орел» (згодом продано японській фірмі та ходило під ім'ям «Касуно-Мару») та госпітальне судно «Кострома» (відпущене через 4 місяці).

## Причини поразки
Адмірал Рожественський ще до відсилки ескадри визнавав, що ці дії призведуть до катастрофи, оскільки:
- російські кораблі не могли протистояти японським, бо були застарілі;
- Британія буде перешкоджати просуванню ескадри;
- пересування такої великої ескадри, що складається зі старих кораблів, буде супроводжуватися поломками і частими дозаправками вугіллям.

Капітан 2-го рангу Володимир Семенов писав, що ескадра - це не зборище кораблів, а злагоджена військова одиниця, яка вимагає довгого тренування. Однак порахувавши кількість гармат і матросів, Адміралтейство вирішило, що ескадра не гірша за японську. 
Також причиною називають безкінечне будівництво різнотипних кораблів, які важко було скласти в бойовий порядок, некомпетентність командування та російська корупція, через яку економили на броні та оснащені кораблів. На навчання флоту виділяли дуже мало грошей. Інженер-механік Невяровський згадував, як уже в Індійському океані вирішили спробувати постріляти. Спустили щит і вистрілили: жодного влучення. У результаті виявили неточність інструментів далекомірів.
Японські кораблі були пофарбовані в сірий колір, що давало їм маскування, а росіяни йшли з яскраво розмальованими кораблями (чорна корма та оранжеві труби).
Японські снаряди мали в 5 разів більше вибухової речовини (пікринова кислота) за російські. Російські снаряди мали високу бронебійність лише на малих дистанціях – не більше 15–20 кабельтових, але на великих відстанях мали слабку руйнівну дію внаслідок малої кількості вибухової начинки.

## Сили сторін

### 2-а ескадра Тихоокеанського флоту Російської імперії

#### 1-й броненосний загін
В перший броненосний загін входили чотири однотипних броненосця 
(ескадрений броненосець  «Князь Суворов», «Император Александр III», «Бородино», «Орёл») і крейсер другого рангу «Жемчуг»

#### 3-й броненосний загін
- Броненосець «Імператор Микола I» (здався в полон)

#### Крейсерський загін
- Крейсер I рангу (бронепалубний) «Аврора» (інтернований)